# Lauri Uuspelto
Lauri Amadeus Hannunpoika Uuspelto (ur. 28 lutego 1992 w Espoo) – fiński muzyk, kompozytor, wokalista i gitarzysta.

## Dyskografia
- Symphony of the Sad (2007)
- The Moment of Truth (2007)
- Silentium (2008)
- Death Is The Salvation (2009)
- Spin of Time (2010)
- The Cure (2010)
- Trapped in the Nightmare (2011)
- Aakkor Usir (2012)
- Black Eternity (2014)

## Filmografia
- Sekaisin sinusta (2008)
- Haluutsäki? (2008)
- Viikonlopun Viemää (2009)
- Jopet-Show 4 Making of (2010)